# Guy Davis (zenész)
Guy Davis (New York, 1952. május 12. –) amerikai bluesgitáros, bendzsós, harmonikás, színész; Grammy-díj-jelölt volt 2017-ben a The Rolling Stonesszal.

## Pályafutása
A híres bluesgitáros, Buddy Guy fellépése inspirálta és 1978-ban kiadta első lemezét (Dreams About Life).
Színészi pályafutása az 1980-as években a Life to Live című szappanoperával indult. Aztán főszerepet kapott az 1984-es Beat Street című filmben.
A blues és a színészet 1991-től találkozott nála akkor, amikor különböző színdarabokban és musicalekben szerepelt. A Mulebone-ban játszott szerepe Broadway-változata Taj Mahal zenéjével, valamint Robert Johnson: Trick the Devil című filmje figyelemre méltó szerepe volt. kritikai elismerést kapott több más szerepben is. 1995 tavaszán szüleivel, Ruby Dee-vel és Ossie Davisszel szerepelt a Two Hah Hahs and a Homeboy című darabban, ami az afroamerikai kultúráról és zenéről szól, és amelyet Guy Davis velük közösen írt.
1995-től Guy Davis elsősorban zenei karrierjére koncentrált. 17 évvel a debütálása után felvette első nagylemezét, a Stomp Down the Ridert.
Több másik albuma volt jelölt a Handy Awards-on (ami a Grammy-díjhoz hasonló, de kifejezetten a blueszenei díj). A Be Ready When I Call You című albuma 2021-ben Grammy-díj jelölést kapott a legjobb hagyományos bluesalbum kategóriában.

## Albumok
- 1978: Dreams About Life
- 1984: Beat Street
- 1993: Guy Davis  Live, 1993 (The Music Hall)
- 1995: Stomp Down Rider
- 1996: Call Down the Thunder
- 1998: You Don't Know My Mind
- 2000: Butt Naked Free
- 2002: Give in Kind
- 2003: Chocolate to the Bone
- 2004: Legacy
- 2006: Skunkmello
- 2007: Down At The Sea Hotel
- 2007: Guy Davis On Air
- 2009: Sweetheart Like You
- 2012: The Adventures of Fishy Waters
- 2013: Juba Dance
- 2015: Kokomo Kidd
- 2015: Sonny & Brownie's Last Train & Fabrizio Poggi(wd)
- 2019: Gumbo, Grits & Gravy
- 2021: Be ready When I Call You

## Díjak
- 1993: Best Acoustic Artist of the Year
- 1993: Best Instrumentalist
- 1991: Bronx Recognizes Its Own Award
- 1993: AUDELCO Award for Best Actor
- 2017: Grammy-díj jelölés (best traditional blues album of the year with 'Sonny & Brownie's Last Train' & Fabrizio Poggi)

## Filmek
- Guy Davis az IMDb-n